# Nagant M1895
Der Nagant M1895 ist ein in Belgien von Henri-Léon Nagant entwickelter siebenschüssiger Revolver, der besonders im russischen Zarenreich und später in der Sowjetunion Verbreitung fand. Da das 't' in Nagant stumm ist, heißt der Revolver auf russisch Наган (Nagan). Die militärische Bezeichnung lautet 7,62-mm-Revolver Nagan, Modell 1895, der GRAU-Index 56-N-121 (russisch 7,62-мм револьвер Нагана обр. 1895 г., индекс ГРАУ 56-Н-121).
Der Revolver verwendet die für ihn speziell entwickelte Nagant-Patrone im Kaliber 7,62 × 38 mm.

## Geschichte
Die ursprünglich in Lüttich in der „Fabrique d’Armes Émile & Léon Nagant“ gefertigte Waffe fand bald Absatz in anderen Ländern. Schweden, später auch Frankreich und Polen kauften Revolver aus Lüttich. Im Jahr 1895 übernahm dann das Zarenreich Russland das Modell als offizielle Dienst- bzw. Ordonnanzwaffe für die Polizei und das Militär. Dass der Typ den Vorzug erhielt, lag wohl eher an den guten Beziehungen Léon Nagants beim Hofe Zar Nikolaus, denn eigentlich war der Nagant-Revolver bereits zur Einführung technisch nicht mehr auf dem neuesten Stand. Russland erwarb alle Rechte auf die Herstellung und auch Maschinen für seine Fertigung.

## Technik
Der Nagant M1895 ist ein SA/DA-Revolver („Single Action“ für Mannschaften, „Double Action“ für Offiziere) mit geschlossenem Rahmen im Kaliber 7,62 mm. Seine Trommel fasst 7 Schuss und kann nicht ausgeklappt werden. Zum Laden und Entladen muss eine Ladeklappe hinter der Trommel auf der rechten Seite geöffnet werden, durch die die Patronen Kammer für Kammer ausgestoßen bzw. geladen werden.
Der Mechanismus des Nagant-Revolvers hat eine Besonderheit, die ihn von vielen anderen Revolvern unterscheidet. Beim Abfeuern der Waffe wird der Spalt zwischen Trommel und Laufansatz gasdicht geschlossen.
Beim Nagant bewirkt das Betätigen des Abzugs nicht nur das Weiterdrehen der Trommel zur nächsten Kammer, sondern es drückt die Trommel an den Ansatz des Laufs, bevor der Schuss bricht. Dadurch wird der herausragende Hülsenmund der Patrone in das im Durchmesser angepasste hintere Laufende gedrückt. Dadurch entsteht beim Schuss zwischen Hülse und Lauf eine Liderung. Hierfür ist spezielle Munition erforderlich, bei der das Geschoss vollständig innerhalb der länger als üblichen Hülsen sitzt. Nachteilig ist, dass das Vorschieben der Trommel den Abzugswiderstand erhöht. Er konnte 10 kg überschreiten, was extrem hoch ist.
Der Nagant war ursprünglich ein reiner Double-Action-Revolver. Auf Verlangen der russischen Armeeführung wurde eine Single-Action-Ausführung für die Mannschaften hergestellt, die Double-Action-Version blieb Offizieren und Polizisten vorbehalten.
Einen Vorteil hatte die besondere Technik des Revolvers: Im Gegensatz zu anderen Revolvern konnte er wirksam schallgedämpft werden. Revolver haben üblicherweise einen Trommelspalt von 0,1 bis 0,25 Millimeter, durch den ein Teil der Treibgase entweicht und Knallgeräusche verursacht. Zudem wird durch den Druckabfall die Anfangsgeschwindigkeit des Geschosses vermindert was beim Nagant nicht der Fall ist, die Mündungsgeschwindigkeit beträgt 272 m/s.
Entsprechend konnten einige Exemplare mit Schalldämpfern vom Typ „Bramit“ (nach den Entwicklern Gebrüder Mitin (russisch Братья Митины Bratja Mitin)) ausgerüstet und u. a. an Spezialkommandos des NKWD ausgegeben werden.

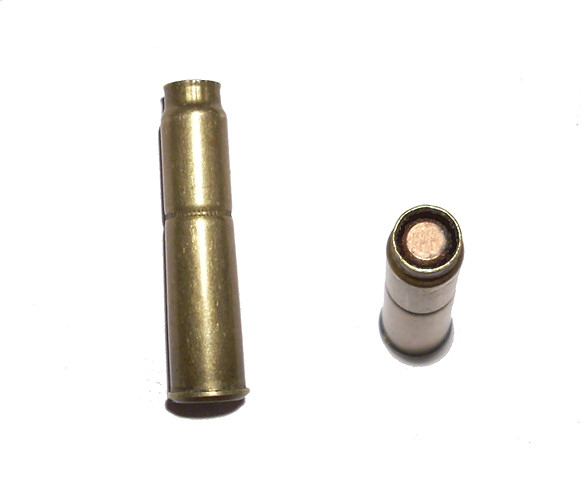
7,62×38-mm-Nagant-Revolverpatrone – das Geschoss ist vollständig von der Hülse umgeben
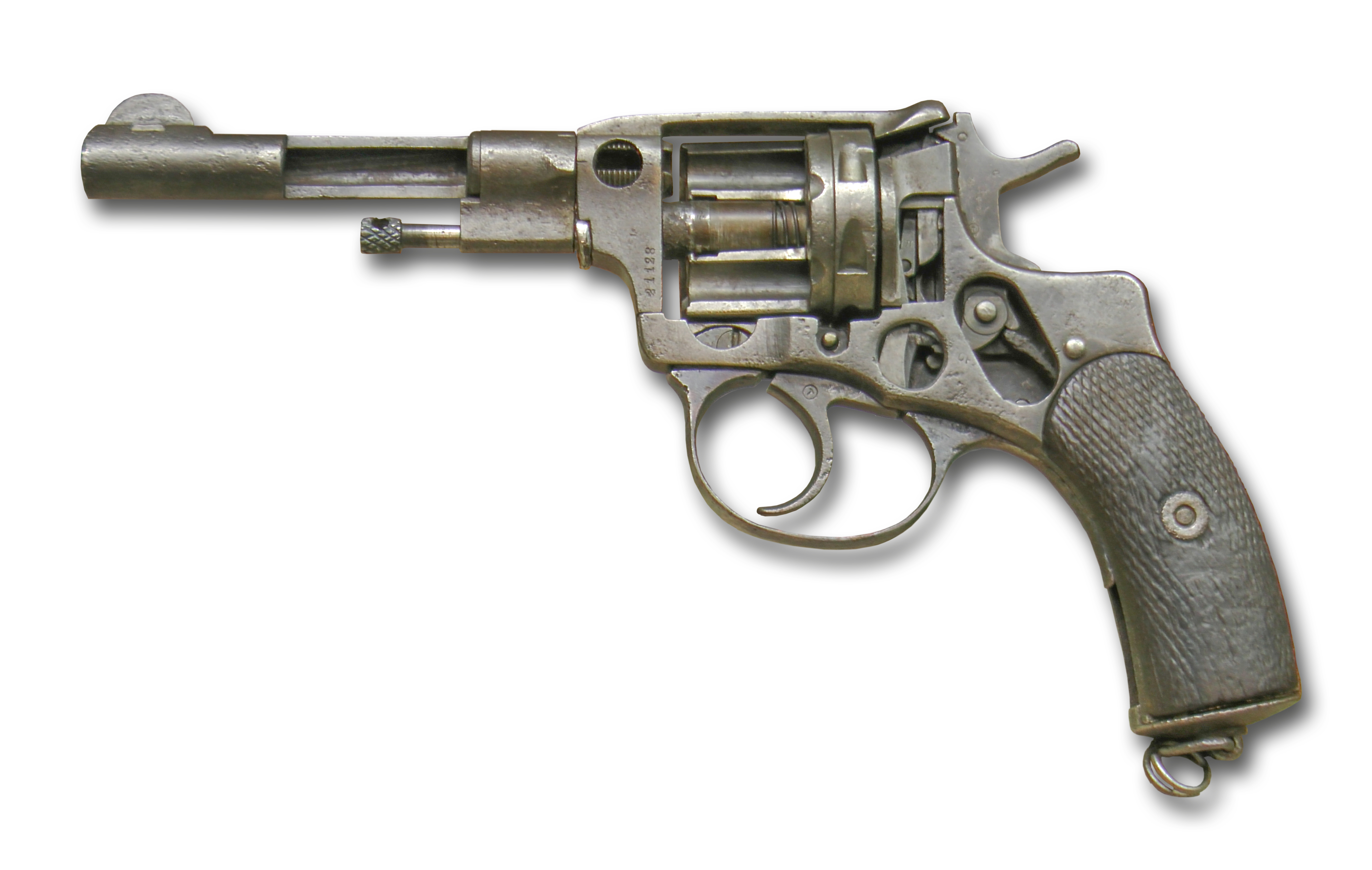
Schnittmodell
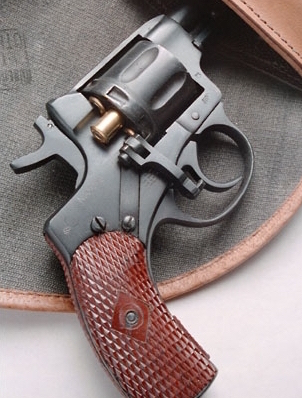
Nagant mit zum Laden geöffneter Trommel und Holster
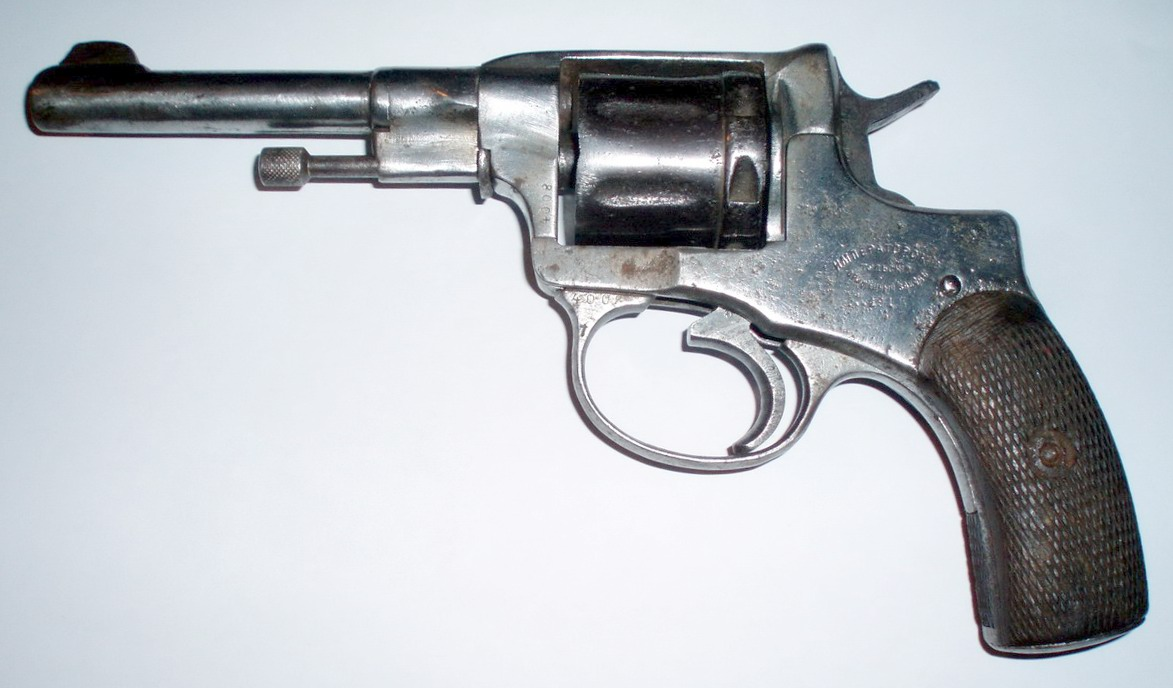
„Single Action“-Version des Nagant M1895 für Mannschaften

## Einsatz
Nach der Oktoberrevolution wurden Nagant-Revolver von der Roten Armee als Handfeuerwaffe übernommen. Die Fertigung stoppte kurz vor Beginn des Zweiten Weltkriegs, wurde jedoch nach dem Angriff der deutschen Wehrmacht wieder forciert. Wenn der Nagant bei seiner Übernahme in die Ausrüstung der Zarenarmee veraltet war, so war er nun ein Anachronismus. Schon seit den 1930er Jahren stand den sowjetischen Streitkräften mit der Pistole TT-33 eine moderne Selbstladepistole zur Verfügung. Bei den Soldaten an der Front war die Waffe gleichwohl beliebt, was vor allem an ihrer Unverwüstlichkeit lag. Mit Kriegsende wurde die Produktion dann endgültig eingestellt; die Waffe blieb bis Anfang der 1980er-Jahre bei Wach- und Werkschutzeinheiten der UdSSR im Dienst.
Bei der Wehrmacht wurden etliche Varianten der Nagant-Revolver offiziell verzeichnet und auch als Beutewaffe genutzt. Eine Übersicht dazu findet sich in der Liste von Revolvern gemäß den Kennblättern fremden Geräts D 50/1.

## Varianten

### Russland
- Nagant Mannschaftsmodell («солдатский» наган) - Nur Handspanner (Single Action)
- Nagant Offiziermodell («офицерский» наган) - mit Spannabzug (Double Action)
- Nagant-Smirnski M1926 - Kleinkaliberausführung für den Schießsport[4]
- TOZ-36 (ТОЗ-36) - Sportversion erzeugt seit 1962[5]
- TOZ-49 (ТОЗ-49) - Sportversion im Kaliber 7,62x26[6]
- Nagant 1910 - Ausführung mit ausschwenkbarem Hahn. Wurde nur am Zivilmarkt verkauft.[7]

### Polen
- Nagant wz. 30 - Produktion von Radom für die polnische Polizei[8]

## Trivia
Der Nagant wird in Hirsch Gliks Partisanenliedern Zog nit keynmol und Shtil, di nakht iz oysgeshternt erwähnt.